# Kamikaze (álbum de Eminem)
Kamikaze (estilizado como KAMIKAZƎ) é o décimo álbum de estúdio do rapper norte-americano Eminem. Foi lançado sem anúncio prévio em 31 de agosto de 2018 através das gravadoras Aftermath, Shady e Interscope.
O álbum conta com participações especiais de Joyner Lucas, Royce da 5'9" e Jessie Reyez, assim como vocais não creditados de Justin Vernon. O álbum foi produzido pelo próprio Eminem, ao lado do frequente colaborador Dr. Dre, e apresenta produção de vários produtores, incluindo Mike Will Made It, Illadaproducer, Ronny J, Jeremy Miller, Boi-1da, Jahaan Sweet, Tay Keith, Tim Suby, Fred Ball e S1.

## Gravação e lançamento
Eminem havia mencionado anteriormente que estava a trabalhar numa canção para o filme Venom, em 31 de agosto de 2018 e lançou o álbum para os serviços de streaming Apple Music e Spotify no mesmo dia sem qualquer promoção ou anúncio prévio. Eminem já havia estreado um freestyle rap no BET Awards de 2017 usando letras semelhantes da faixa título do álbum, e ele estreou uma linha de roupas com a camiseta "The Kamikaze" no mês anterior.
A arte da capa de Kamikaze foi fortemente inspirada na capa do álbum Licensed to Ill de Beastie Boys.

## Recepção
No Metacritic, que atribui uma classificação normalizada de 100 a resenhas de publicações convencionais, o álbum recebeu uma pontuação média de 62, com base em 16 resenhas, indicando "críticas geralmente favoráveis". Escrevendo para a revista Forbes, Bryan Rolli chamou o álbum de "um final apropriado para o verão abaixo do rap", situando o lançamento em termos de seu álbum Revival de 2017 e outros lançamentos de hip hop de alto nível em 2018. Ele elogiou o álbum por ser "o mais urgente Eminem que já ouvimos soar em um longo tempo, mudando cadências na hora e principalmente abandonando as inflexões vocais não naturais que atormentaram tantas das suas recentes performances" e "tendo uma faixa de abertura encorajadora", mas criticou algumas performances por serem "irritantemente cantadas" e tendo "batidas desajeitadas".
Aja Romano do jornal norte-americano Vox, chamou Kamikaze de "o melhor álbum de Eminem em anos", citando um retorno ao som da velha guarda do rapper depois de se desviar com Revival. Ed Power do The Daily Telegraph, também comparou este álbum ao Revival, chamando Kamikaze de "um chute alto e de baixo impacto", indicando que é um lançamento melhor. Similarmente, AD Amorosi da Variety, viu o álbum como semelhante ao trabalho anterior de Eminem, afirmando: "[sua] voz não soou tão irritada, boba, apaixonada ou enfurecida desde seus primeiros dias" e para XXL, Scott Glaysher chamou o álbum de "uma revisita da personalidade de Slim Shady."
Dan Stubbs da NME, deu ao álbum três de cinco estrelas, dizendo que Eminem está fora de sintonia com as tendências do hip hop ao escrever que "há um senso de que o rapper luta com o mundo moderno", afirmando que "há muitos momentos que nos lembram da grandeza de Eminem." Alexis Petridis do The Guardian, também deu ao álbum três de cinco estrelas e comentou sobre a diferença geracional de Eminem com as atuais estrelas do hip hop, resumindo: "Se você vai ouvir um homem de meia idade reclamar que o hip hop não é tão bom quanto costumava ser, poderia muito bem ser Eminem".
Em uma crítica mais negativa, Stephen Kearse da Rolling Stone, deu ao álbum 2,5 de cinco estrelas, situando Eminem no hip hop contemporâneo, escrevendo: "Eminem não tem ideias ou ideia sobre o estado do hip hop, nem tem pensamentos significativos sobre o seu lugar no gênero. Ele provavelmente não tem sequer uma conta no Spotify. Ele só faz rap para a pura emoção de ouvir o seu rap." Escrevendo para o The Atlantic, Spencer Kornhaber aborda comparações com Revival e as atuais estrelas do hip hop em Kamikaze, afirmando que "Eminem está travando uma guerra sobre a sua estética, e Kamikaze é melhor que Revival porque sua concisão confirma o valor de Eminem como um artista... Certamente é refrescante que em um gênero especialmente obcecado com declarações de domínio, Eminem não disfarça seus sentimentos de irrelevância. Ele, no entanto, tenta reivindicar sua influência." Jonny Coleman, do The Hollywood Reporter, considerou o álbum como uma "falha épica" e o descreveu como "o trabalho de um artista experiente, tentando, e falhando, permanecer relevante." Pela Billboard, Charles Holmes disse que Eminem "tenta parar [seu] declínio artístico culpando todos, exceto ele mesmo", e concluiu: "Eminem já foi um titã do hip-hop, mas ele nunca foi o dono [...] O mundo e o rap podem não precisar mais do Eminem ou do Slim Shady, mas isso poderia fazer com que precisassem um pouco mais de Marshall."
A Time considerou "Fall", o primeiro single do álbum , como sendo a 10ª pior música de 2018.

## Lista de faixas
Créditos adaptados através do Tidal.
| N.º            | Título                                   | Compositor(es) | Produtor(es)                                   | Duração |  |
| 1.             | "The Ringer"                             | Marshall Mathers Ronald Spence Jr Luis Resto Ray Fraser Katorah Marrero Matthew Jacobson                                    | Ronny J Illadaproducer Eminem [a]              | 5:37    |  |
| 2.             | "Greatest"                               | Mathers Jeremy Miller Kendrick Lamar Asheton Hogan Michael Williams Anthony Tiffith Jordan Jenks Symere Woods Jordan Carter | Mike Will Made It Jeremy Miller                | 3:46    |  |
| 3.             | "Lucky You" (com part. de Joyner Lucas)  | Mathers Matthew Samuels Jahaan Sweet Gary Lucas Fraser                                                                      | Boi-1da Jahaan Sweet Illadaproducer Eminem [b] | 4:04    |  |
| 4.             | "Paul" (esquete)                         | Paul Rosenberg | Eminem                                         | 0:35    |  |
| 5.             | "Normal"                                 | Mathers Fraser Larry Griffin, Jr. Maurice Nichols R. Sheldon Yukimi Nagano Fredrik Wallin Håkan Wirenstrand Erik Bodin      | Illadaproducer S1 Lonestarrmuzik Swish Allnet  | 3:42    |  |
| 6.             | "Em Calls Paul" (esquete)                | Mathers | Eminem                                         | 0:49    |  |
| 7.             | "Stepping Stone"                         | Mathers L. Resto Mario Resto                                                                                                | L. Resto Eminem                                | 5:09    |  |
| 8.             | "Not Alike" (com part. de Royce da 5'9") | Mathers Spence, Jr. Brytavious Chambers Ryan Montgomery                                                                     | Tay Keith Ronny J Eminem [b]                   | 4:48    |  |
| 9.             | "Fall"                                   | Mathers Williams L. Resto BJ Burton Justin Vernon                                                                           | Mike Will Made It Eminem [b]                   | 4:22    |  |
| 10.            | "Kamikaze"                               | Mathers Tim Suby James Smith Dwayne Simon Bobby Ervin                                                                       | Mike Will Made It Eminem [b]                   | 3:36    |  |
| 11.            | "Nice Guy" (com Jessie Reyez)            | Mathers Jessie Reyez L. Resto Fred Ball Griffin, Jr.                                                                        | S1 Ball Eminem [b]                             | 2:30    |  |
| 12.            | "Good Guy" (com part. de Jessie Reyez)   | Mathers Reyez Fraser Norio Aono Yutaka Yamada Lisa Gomamoto                                                                 | Illadaproducer Eminem [b]                      | 2:22    |  |
| 13.            | "Venom" (canção do filme homônimo)       | Mathers L. Resto | L. Resto Eminem                                | 4:29    |  |
| Duração total: | Duração total:                           | Duração total: | Duração total:                                 | 45:49   |  |

Notas
- ↑[a]  significa um co-produtor.
- ↑[b]  significa um produtor adicional.
- "Fall" apresenta vocais não creditados de Justin Vernon.

## Tabelas musicais
| Paradas (2018)                           | Melhor posição |
| ---------------------------------------- | -------------- |
| Alemanha (Offizielle Deutsche Charts)    | 4              |
| Austrália (ARIA)                         | 1              |
| Bélgica (Ultratop Flandres)              | 1              |
| Bélgica (Ultratop Valônia)               | 3              |
| Canadá (Billboard Canadian Albums Chart) | 1              |
| Dinamarca (Hitlisten)                    | 1              |
| Escócia (Official Scottish Albums)       | 1              |
| Espanha (PROMUSICAE)                     | 15             |
| Finlândia (Suomen virallinen lista)      | 1              |
| França (SNEP)                            | 6              |
| Irlanda (IRMA)                           | 1              |
| Itália (FIMI)                            | 1              |
| Nova Zelândia (RMNZ)                     | 1              |
| Noruega (VG-lista)                       | 1              |
| Países Baixos (Dutch Charts)             | 1              |
| República Tcheca (ČNS IFPI)              | 1              |
| Portugal (AFP)                           | 4              |
| Suécia (Sverigetopplistan)               | 1              |
| Suíça (Schweizer Hitparade)              | 1              |
| Reino Unido (Official Albums Chart)      | 1              |
| Estados Unidos (Billboard 200)           | 1              |